# William Emerson Barrett

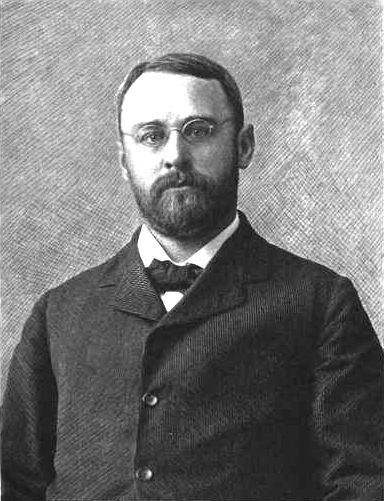
William Emerson Barrett

William Emerson Barrett (* 29. Dezember 1858 in Melrose, Massachusetts; † 12. Februar 1906 in Newton, Massachusetts) war ein US-amerikanischer Politiker. Zwischen 1895 und 1899 vertrat er den Bundesstaat Massachusetts im US-Repräsentantenhaus.

## Werdegang
William Barrett besuchte die öffentlichen Schulen seiner Heimat und danach bis 1880 das Dartmouth College in Hanover (New Hampshire). Danach begann er in Boston eine lange berufliche Laufbahn im Zeitungsgeschäft. Dabei wurde er Eigentümer und Herausgeber mehrerer Tageszeitungen; unter anderem gehörte er zu den Gründern des Boston Evening Record. Überdies schlug er als Mitglied der Republikanischen Partei eine politische Laufbahn ein. Zwischen 1887 und 1892 war er Abgeordneter im Repräsentantenhaus von Massachusetts und Präsident dieser Parlamentskammer.
Bei den Kongresswahlen des Jahres 1894 wurde Barrett im siebten Wahlbezirk von Massachusetts in das US-Repräsentantenhaus in Washington, D.C. gewählt, wo er am 4. März 1895 die Nachfolge von William Everett antrat. Nach einer Wiederwahl konnte er bis zum 3. März 1899 zwei Legislaturperioden im Kongress absolvieren. In diese Zeit fiel der Spanisch-Amerikanische Krieg von 1898. Im Jahr 1898 verzichtete er auf eine weitere Kandidatur.
Nach dem Ende seiner Zeit im US-Repräsentantenhaus kehrte Barrett nach Boston zurück, um sich wieder im Zeitungsgeschäft zu betätigen. Er wurde auch Präsident der Union Trust Co. of Boston. William Barrett starb am 12. Februar 1906 in Newton, wo er auch beigesetzt wurde.